# Gungrave
Gungrave (ガングレイヴ Gangureivu?) es un videojuego de disparos en tercera persona programado por la compañía Red Entertainment y distribuido por Sega para la consola PlayStation 2. Fue estrenado el 17 de julio de 2002 en Japón. Su secuela se lanzó dos años después, en 2004, bajo el título de Gungrave: Overdose. Beyond The Grave debe recorrer una variedad de escenarios para vengarse de quienes lo han traicionado. Actualmente está en desarrollo una secuela de los dos títulos de PlayStation 2 bajo el nombre Gungrave G.O.R.E (Gunslinger of REsurrection) para las plataformas PS4, PS5, Xbox One, Xbox Series X, Xbox Series S y PC.
Mientras que el juego recibió comentarios moderados, el éxito de Gungrave viene de la naturaleza del creador de series Yasuhiro Nightow (Trigun) y del diseñador mecánico Kōsuke Fujishima (Oh My Goddess!, You're Under Arrest, Sakura Wars), que al tener diferentes estilos, los combinaron, transformándolo en un anime: Gungrave. En él se profundizaba más sobre el pasado de sus protagonistas –que en el videojuego no estuvo tan desarrollado– y de la trama en general, pero con un final diferente al propuesto a los jugadores.

## Características
Gungrave es un shooter en tercera persona, el primero de la serie, aparecido en exclusiva para PlayStation 2. Cuenta la historia de un misterioso pistolero llamado Beyond the Grave (Brandon Heat), un joven muerto reanimado biológicamente a través de un experimento científico denominado Necrolización, para poder vengarse de todos aquellos que le hicieron daño: la Organización Millenion y en especial a su antiguo amigo Harry McDowell que lo había traicionado.
Grave posee dos potentes pistolas denominadas Cerberus dotadas de munición ilimitada con las que elimina a todos los enemigos. El juego es totalmente lineal y el jugador no puede avanzar a la zona siguiente hasta que logre eliminar a todos los enemigos en pantalla. A medida que mata a los enemigos, Grave recopila sus almas que puede utilizar para disparar las armas secundarias que lleva acopladas en el ataúd que lleva colgado en su espalda.

## Historia
Nos encontramos en un barrio maltrecho y casi en ruinas, donde las peleas callejeras y los tiroteos están a la orden del día.
Brandon Heat y Harry MacDowel viven en una vieja cafetería en compañía de sus amigos: Cholluse, Nathan y Kenny. Pero su vida como delincuentes juveniles de medio pelo dará un vuelco inesperado cuando vencen y humillan a un hombre y su banda en una pelea callejera para ganar prestigio. El problema es que el jefe de la banda antes mencionada es el hermano menor de un peligroso matón llamado “El Perro Rabioso Rat”, el cual se creía que estaba muerto.
Kenny intenta venderle una joya a sus compañeros, pero todos se niegan excepto Brandon. Le convencido la idea de que podría regalárselo a Maria, su novia. Poco después se enteran de que el colgante fue robado a una mujer muy rica, pero igual de poderosa ya que atrapo al pequeño de Kenny en muy poco tiempo; todos los de la banda salen a rescatar a su compañero menos Cholluse el cual se queda preparando la cena. Más tarde todos regresan golpeados pero felices de estar juntos, cuando al entrar a la cafetería sus miradas se pasman al observar a su compañero asesinado, todo indica que el culpable fue Rat.
Brandon va a la casa de María, pero el padre de esta sale a su encuentro bajo la lluvia con un arma escondida, platican un poco y después aparece Rat el cual asesina al acompañante (el padre de María) de Brandon el cual recibe la bala que iba hacia el joven. Momentos después llegan sus compañeros e intentan ayudar a Brandon, pero Nathan es asesinado, ya que tomó el arma de Kenny, la cual era de juguete, el niño, llora sobre el cuerpo de su amigo, cuando recibe un balazo en la nuca por parte de Rat.
Ahora Brandon y Harry quedan a expensas del matón, pero un milagro los salva, ya que aparece un hombre llamado Bear Walken el cual aniquila de manera impresionante a Rat.
Los dos compañeros llevan los cuerpos de sus amigos al cementerio y les hacen tumbas con rocas, debido a que no tienen dinero para hacerles un funeral decente, pero Harry promete que obtendrá poder y los compensara más tarde.
Después de la muerte de su padre, Maria recibe la visita de un hombre llamado Asagi, el cual le ofrece asilo en su mansión, ya que era deseo de su gran amigo el que su hija estuviera segura, y que mejor lugar que una enorme y lujosa mansión. Maria inspecciona un poco su nueva casa y le pide a Asagi que la lleve al cementerio para visitar a su padre. Pero la sorpresa de la joven es mayúscula al ver a su adorado Brandon frente a la tumba de su padre, en esos instantes unos hombres inician un tiroteo en pleno cementerio, teniendo como objetivo aniquilar a Brandon y a Harry, Maria es rápidamente sacada del lugar y sale en su auxilio en compañía de sus subordinados, quienes se deshacen de los atacantes, asutándolos.

## Personajes
Brandon Heat
Brandon tiene una puntería perfecta, aunque incluso el mismo Brandon cree que no merece a Maria, por esta misma razón se la entrega a Big Daddy. Es la mancuerna de Harry, decide que siempre estará a su lado en su “Camino a La Cima”.
Harry McDowell
Durante su niñez vivió en un orfanato en compañía de Brandon, pero debido a que constantemente era golpeado por el director, nació en él un sentimiento de odio y avaricia, ve a Brandon como un hermano. Se casa con Sherry, mujer que realmente ama a pesar de ser mucho más joven que el, pierde los deseos de vivir cuando una bala perdida alcanza a su amada.

Big Daddy
Amigo del padre de Maria, es el fundador y cabecilla de Millenium, organización que tiene como objetivo proteger a su familia (la elite del sindicato) y todo lo que ama, entre los que destaca Maria y Brandon, el cual es casi su hijo. Da la orden de que nunca se despierte a Grave. La esencia de Millenium es dejar que las cosas surjan de manera natural, sin forzarlas, esta esencia es omitida por Harry. Le otorga el poder a Harry después de que muriera misteriosamente la persona que primeramente había dejado a cargo, ya que Daddy quería jubilarse y vivir tranquilamente con María

María
Ha sido cautivada por la callada forma de ser de Brandon. Se entera de que la persona que creía su padre no lo era, ya que años atrás formaba parte de la familia de Big Daddy. En un principio es ingenua ante lo que se dedica Asagi, pero años más tarde decide investigar sobre Brandon y se entera de los trabajos de Millenium, después se convertirá en la esposa de Daddy y en madre de Mika. Fallece intentando proteger a su hija, a la que le pide que busque a Brandon, ya que él la protegerá.

Mika Asagi
Es llamada por los hombres de Harry como “El Recuerdo de Big Daddy”, la persiguen los Orcmen, pero Grave siempre la protege ya que es fruto de las dos personas que más quiso en vida. Tras pasar tiempo a su lado comprende el cariño que le tenía su madre a Brandon y se enamora de él, sentimiento que le confiesa antes de que la dejara para acabar finalmente con Millenium, Mika se niega a soltar a Grave el cual la deja inconsciente sin antes decirle que “vivirá hoy, mañana y por mucho tiempo” correspondiendo a la pequeña con una leve sonrisa.
Cholluse, Nathan y Kenny
El primero de se encarga de preparar la comida para los demás, siendo el más tranquilo del grupo. El siguiente es quien se encarga de reñir a Kenny siempre que sea necesario. El último y más joven de la banda, gusta de fanfarronear e intimidar a las personas con su arma de juguete. Los tres tras su muerte significaran el impulso para Harry y Brandon en su búsqueda de poder y libertad.

Randy
Es quien introduce a Harry y a Brandon a Millenium, piensa que los dos jóvenes tienen potencial, pero se percata de que Macdowel desvía fondos del sindicato, los cuales ascienden a millones de dólares, posteriormente se entera de que ese dinero financia los estudios de la Necrolización y es asesinado por Bunji Kugashira, antes de decírselo a Big daddy.

Weichi
Se encarga de las carreras de lo que parecen avestruces gigantes, gordas y desplumadas. Es el primer jefe de Brandon en el sindicato, tiene a su cargo una anciana que es su madre, esta no conoce el trabajo de su hijo, ya que piensa que es decente, en realidad se encarga de que los apostadores paguen y si no, reciban su merecido. A la muerte de su madre Weichi recibe ayuda económica de Brandon, el cual ya ha ascendido de puesto. Muere asesinado brutalmente por Lee el cual es ya un Superior.

Bear Walken
Hombre robusto muy apegado a las tradiciones orientales. Es quien se deshace de Rat. Confía plenamente en Harry, debido a que su hija hace lo mismo. Al enterarse de la existencia de Grave, decide aniquilarlo para proteger así el futuro de su jefe, por lo tanto la felicidad de su hija. Al ser un superior en capaz de aumentar su masa muscular y sacar dos pares más de manos, las cuales puede controlar a voluntad aun estando separadas de su cuerpo.

Sherry
Hija de Bear Walken se convierte en la esposa de Harry; su madre fallece cuando es pequeña y desde entonces no teme a su destino como “Hija de La Mafia”, siempre muestra una apariencia inocente y cálida. Ama tanto a Harry que no le importa lo que haga, con tal de que no la deje sola, de que no muera antes que ella. Durante un atentado hacia su esposo es alcanzada por una bala perdida y fallece en los brazos de Harry, pero aún en ese momento le sonríe por última vez antes de perder el aliento.

Bunji Kugashira 
Es un experto en armas que en un principio es contratado por Lightining para asesinar a Harry Macdowel, mismo que lo convence para ser parte de sus planes hacia La Cima. Se convierte en la mano derecha y gran amigo de Brandon, juntos son temibles, ya que son infalibles cumpliendo sus misiones.
Al morir Brandon se siente traicionado y al enterarse de que ha vuelto a causa de la Necrolización decide pelear con él aun sabiendo que está en desventaja, por esto utiliza trampas y una serie de explosiones para detenerlo, pero en el momento en que Mika le repite llorando una y otra vez que se detuviera, él le dispara para asustarla, provocando la furia de Grave el cual toma fuerzas de flaqueza para detenerlo y dejarlo moribundo.
Sobreviviendo a este altercado busca al científico creador de los Orcmen y le pide la fuerza de un superior; para después enfrentarse otra vez a Grave, resultando Bunji el perdedor.

Balladbird Lee
Hermano del líder de Lightining, fue enviado como espía a Millenium, pero al ser descubierto decide matar a Harry con sus temibles agujas pero aún herido le convence de que es un hombre muy valioso para sus planes y es perdonado por su traición a cambio de entregar a su hermano. Ahora Lee es el sirviente más fiel a Macdowel y como muestra de fidelidad entrega su cuerpo a la Necrolización convirtiéndose en un Superior, en su transformación le crecen patas largas y puntiagudas como las de una araña, es capaz de arrojar navajas en forma de búmeran y de atravesar cualquier cosa, posee una velocidad asombrosa. Después de la muerte de su amigo Poundmax busca venganza pero es asesinado por Grave con unas balas Anti-Superior creadas por el doctor Tokioka.

Bob Poundmax
Es el mejor amigo de Lee, resulta la mejor opción para obtener información, ya que tiene una enorme red de contactos, en un principio es delgado pero al pasársela siempre comiendo se pone realmente obeso. Al convertirse en Superior decide pelear contra Grave, pero ni su enorme masa corporal, transformación grotesca y fuerza sorprendente lo salvan de morir. Es el primer Superior que se enfrenta a Grave.

Dr. Tokioka
El detesta la Necrolización, piensa que es jugar con la vida de las personas, a pesar de esta accede a aplicar su versión avanzada de Necrolización en Brandon. Vive en un tráiler que parece más bien un laboratorio móvil, en el que se encuentra todo lo necesario para mantener funcionando el cuerpo de Grave, ya que el efecto de la Necrolización desaparece paulatinamente si no se le da mantenimiento. Después de una pelea en el subterráneo es alcanzado por una de las navajas de Lee en el abdomen, ya dentro del tráiler y sabiendo que moriría le da movilidad a Grave por 10 días más.

Orcmen
“Hombre Orco”, es el resultado de la Necrolización utilizado por Harry en los vivos, ya que era muy inestable en los cadáveres. Son unas criaturas blancas y de un solo ojo, con apariencia Amorfa. Entre estos Orcmen existen otros que parecen hombres normales pero muy pálidos, altos y muy delgados, los cuales al mostrar su verdadera figura son grotescos y enormes, perdiendo así su imagen elegante.
Le siguen los Superiores, en los que como indica su nombre se utilizó la Necrolización para otorgar poder increíble y aparentemente invencible. Los superiores son Lee, Bob, Bear y posteriormente Bunji.

Tokioka
Hermano de Tokioka, se convierte en el mayordomo de María y Mika, sacrifica su vida para que Mika pueda escapar con la maleta y así encontrar a su hermano.

## La secuela
La segunda parte del videojuego, titulada Gungrave Overdose y al igual que su predecesor, aparecido solo en PlayStation 2, se sitúa dos años después del final del primer juego (2004). Mika ahora cuida de Grave, y sus vidas se ven en peligro por ciertos individuos supervivientes de Millenium que han aparecido súbitamente, y cuya principal misión es la resurrección de Millenium.
La secuela mantiene la misma base jugable pero el jugador puede manejar, además, a otros dos personajes, que son Jyuji Kabane (un samurái ciego) y Rocketbilly Redcadillac (un fantasma con aspecto de roquero que ataca con una guitarra eléctrica disparando descargas de corriente). La novedad más destacable es que en este segundo juego, el jugador puede ir acumulando experiencia para potenciar distintos parámetros como la potencia de fuego e incrementar los tipos de ataques secundarios.

## Anime
La adaptación al anime fue hecha por el estudio Madhouse. Fue estrenada en Japón, en TV Tokyo, el 6 de octubre de 2003 y finalizó el 29 de marzo de 2004 con 26 episodios. Se mantiene la misma trama que en el primer videojuego, aunque se profundiza más sobre los personajes, el pasado de cada uno de ellos, entre otros cabos que quedaban sueltos juego. Sin embargo, el final del anime no es el mismo que el mostrado en el videojuego.
En España la serie ha sido comercializada en DVD y emitida por en canal Animax. Se transmitió para Latinoamérica por el canal I.Sat desde julio de 2009 en el bloque de animación Adult Swim.
El videojuego solo se centra en la venganza de Grave, omitiendo lo que pasó antes de que Brandon fuera asesinado por Harry y se convirtiera en Grave, aunque hacia el final del juego aparecen vídeos a modo de "flashbacks", donde se explica que fue lo que pasó para llegar al extremo de que dos grandes amigos como Brandon (Grave) y Harry acabasen por querer matarse uno al otro. El final del videojuego no coincide con el mostrado en el anime.

### Comercialización en DVD
El anime apareció editado por Jonu Media y fue puesta a la venta en DVD en España el 27 de mayo de 2008, en un lujoso pack de coleccionistas de tirada limitada. Este paquete incluye los cinco discos los 26 episodios completos, sin censura alguna, más un buen número de obsequios y regalos, todo ello dentro de una caja de cartón de considerable tamaño. Las características del pack completo son las siguientes:
- Pack con 5 discos que incluyen:
  - Episodios del 1 al 26
  - Master original
  - Menús animados
  - Soundtrack original, japonés 5.1, Castellano 5.1
  - Subtítulos en castellano, portugués
  - Ficha técnica
  - Ficha de doblaje
  - Diseño de personajes
  - Diseño de máquinas
  - Diseño de monstruos
  - Opening y ending
  - Otros títulos
- Un libro de 70 páginas con diseños y bocetos
- Una camiseta negra talla XL con el logo de Gungrave de color rojo
- Dos pósteres desplegables de Grave y de otros personajes
- Un libreto de 14 páginas de ilustraciones
- Un mousepad

## Creadores y colaboradores
- Red Entertainment, compañía programadora
- Positrón, colaboradora, solo en la primera entrega
- Ikusabune, colaboradora
- Yasuhiro Nightow, diseñador de personajes
- Kōsuke Fujishima, diseñador de vehículos y elementos mecánicos, solo en la primera entrega
- Activision, distribuidora de las dos entregas en EE. UU. y Europa.